# Grewia ribesioides
Grewia ribesioides är en malvaväxtart som beskrevs av René Paul Raymond Capuron och Mabberley. Grewia ribesioides ingår i släktet Grewia och familjen malvaväxter. Inga underarter finns listade i Catalogue of Life.